# 3312-es mellékút (Magyarország)
A 3312-es számú mellékút egy bő 14 kilométeres hosszúságú, négy számjegyű mellékút Borsod-Abaúj-Zemplén vármegye déli részén; Hejőpapit köti össze Tiszaújváros térségével, illetve a 351-es főúttal.

## Nyomvonala
Hejőpapi nyugati külterületei között ágazik ki a 3307-es útból, annak a 13+350-es kilométerszelvénye közelében, kelet-északkeleti irányban. Alig 300 méter után eléri a község első házait, ahol a Kossuth utca nevet veszi fel, és bár a központ közelébe érve északnak fordul, a neve nem változik. 2,5 kilométer megtétele után lép ki a belterületről, majd nem sokkal később újra keletebbi irányt vesz; a harmadik kilométerét elhagyva átszeli a Hejő-főcsatornát, 3,7 kilométer után pedig délkeletnek fordul.
Kevéssel a negyedik kilométere előtt átlép a következő település, Hejőbába területére, ugyanott keresztezi a ma már bezárt Mezőcsát–Hejőkeresztúr-vasútvonal vágányait, majd kiágazik belőle délnyugati irányban a rövidke 33 311-es számú mellékút, mely a vasút Hejőbába-Hejőpapi megállóhelyét szolgálta ki. A község lakott területét 5,8 kilométer megtétele után éri el, a neve ott előbb Vasút utca, majd északabbnak fordulva Széchenyi utca lesz. 6,5 kilométer után beletorkollik észak felől, Hejőszalonta-Szakáld irányából a 3309-es út, ugyanott egy éles irányváltással délnek fordul és egy darabig a Szakáldi út nevet viseli. Kicsivel arrébb újabb elágazása következik: ott a Sajószögedtől induló 3311-es út torkollik bele északkelet felől. Innentől a Fő utca nevet viseli a belterület déli széléig, amit nagyjából a 8+150-es kilométerszelvénye táján ér el.
8,8 kilométer után Nemesbikk határai között folytatódik, ahol előbb a Tatárdomb nevű külterületi településrészen halad keresztül, magát a községet pedig körülbelül 9,4 kilométer után éri el, a Kossuth utca nevet felvéve. A központban egy irányváltása következik, ami után Petőfi utca néven folytatódik, így is lép ki a lakott területről, kevéssel a 11. kilométere előtt. Utolsó, bő egy kilométeres szakaszát Hejőkürt és Tiszaújváros határvonala mentén húzódva, külterületek között teljesíti, így is ér véget, beletorkollva a 351-es főútba, annak az 1+600-as kilométerszelvénye közelében. Egyenes folytatása az Oszlár-Tiszapalkonya felé induló 3310-es út.
Teljes hossza, az országos közutak térképes nyilvántartását szolgáló kira.kozut.hu adatbázisa szerint 14,299 kilométer.

## Települések az út mentén
- Hejőpapi
- Hejőbába
- Nemesbikk
- (Hejőkürt)
- (Tiszaújváros)